# 바나롭스
바나롭스(Varanops)는 페름기 전기에 살았던 멸종한 단궁류 동물이다. 오늘날의 미국 텍사스와 오클라호마에 서식했다. 처음에는 바라노사우루스속에 속하는 바라노사우루스 브레비로스트리스(Varanosaurus brevirostris)라고 명명되었었다.